# Raquette à neige
Pour les articles homonymes, voir Raquette.
 (décembre 2021).
Si vous disposez d'ouvrages ou d'articles de référence ou si vous connaissez des sites web de qualité traitant du thème abordé ici, merci de compléter l'article en donnant les références utiles à sa vérifiabilité et en les liant à la section « Notes et références ».

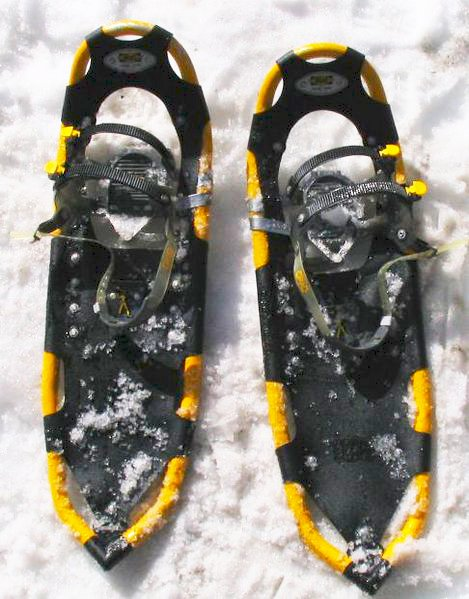
Raquettes à neige modernes.

La raquette à neige, appelée plus communément raquette, est un accessoire qui permet de se déplacer à pied sur des couches épaisses de neige sans consistance. Ce mode de déplacement est spécifique aux régions enneigées d'Amérique du Nord et de Sibérie orientale depuis des millénaires, alors que le ski, basé sur la glisse, s'est développé préférentiellement en Eurasie. Sortir ou randonner en raquette est aujourd'hui devenu un loisir, que ce soit dans les vastes étendues de forêts ou de toundras boréales, ou dans les stations de sports d'hiver, au même titre que la marche à pied ou la pratique d'un sport de glisse, comme le ski de fond.

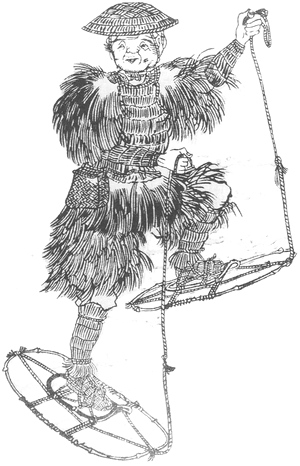
Un homme muni de raquettes à neige (illustration du Hokuetsu Seppu, publié en 1837).

La raquette, fixée sous la chaussure, augmente la surface de portance sur la neige, permettant ainsi de ne pas s'enfoncer dans la poudreuse, d'y trouver même l'appui nécessaire à l'impulsion du corps en avant, alors que les skis permettent une glissade rapide sur un film d'eau. Les raquettes amérindiennes à semelles larges sont constituées d'une tringle fixée sur un cadre d'osier pourvu d'un enchevêtrement de cordes ou de liens. Elles sont à l'origine des raquettes traditionnelles qui possèdent un cadre en bois léger et des attaches en cuir. Certaines raquettes modernes sont conçues sur le même principe mais diffèrent par leur matériau : métal léger, structures à base de polymères fondus comme les plastiques, parfois thermodurcissables, et très souvent renforcés, notamment avec des matériaux composites résistants aux chocs et aux contraintes du terrain. En plus de présenter l'avantage de répartir le poids du corps sur une surface plus grande, les raquettes sont généralement articulées à l'avant pour favoriser le déplacement à l'instar d'une fixation de ski de randonnée. Elles ne doivent pas accumuler la neige, d'où le treillis peu adhérent aux cristaux de neige ou de glace et nécessitent des attaches, voire des fixations, permettant au pied d'être solidaire de la raquette.
Discipline pratiquée principalement par les randonneurs et les coureurs à pied, les raquettes étaient jadis des outils indispensables à la survie des coureurs des bois, pour assurer la surveillance et la traque du gibier, poser les pièges et assurer les portages d'hiver en liaison avec le commerce des fourrures dans les contrées aux hivers rigoureux. 
De nos jours, elles constituent aussi un équipement indispensable aux gardes forestiers et aux agents qui doivent se déplacer dans des zones inaccessibles aux véhicules motorisés lorsque la neige est profonde.

## Développement de la raquette à neige

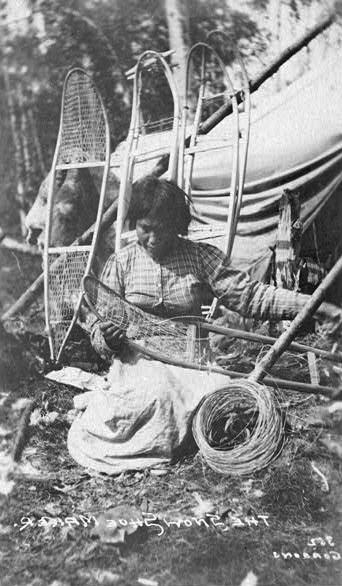
Fabricant traditionnel de raquettes, vers 1900-1930.

### Origines
Avant que les humains ne construisent des raquettes, la nature a doté certaines espèces de la capacité à évoluer en terrain enneigé. Certains animaux, tel le lièvre variable, ont évolué au cours des années et présentent désormais des pattes postérieures plus larges pour se déplacer plus rapidement dans la neige profonde.
L'origine et l'âge exact des raquettes à neige sont inconnus, même si les historiens pensent qu'elles ont été inventées il y a entre 4 000 et 6 000 ans en Asie centrale. Strabon a affirmé que les habitants du Caucase avaient l'habitude d'attacher des surfaces plates de cuir sous leurs pieds et que les Arméniens utilisaient des surfaces rondes en bois de chêne et de peuplier en guise de raquettes.
Deux groupes de pionniers de la raquette ont émergé rapidement, fixant des motifs que l'on peut toujours voir de nos jours. Un groupe abandonna la raquette en migrant au Nord, vers ce qui est maintenant la Scandinavie, s'orientant finalement vers l'ancêtre du ski nordique. L'autre groupe se dirigea vers le nord-est, traversant finalement le détroit de Béring, vers l'Amérique du Nord[réf. nécessaire].

### Peuples indigènes d'Amérique du Nord

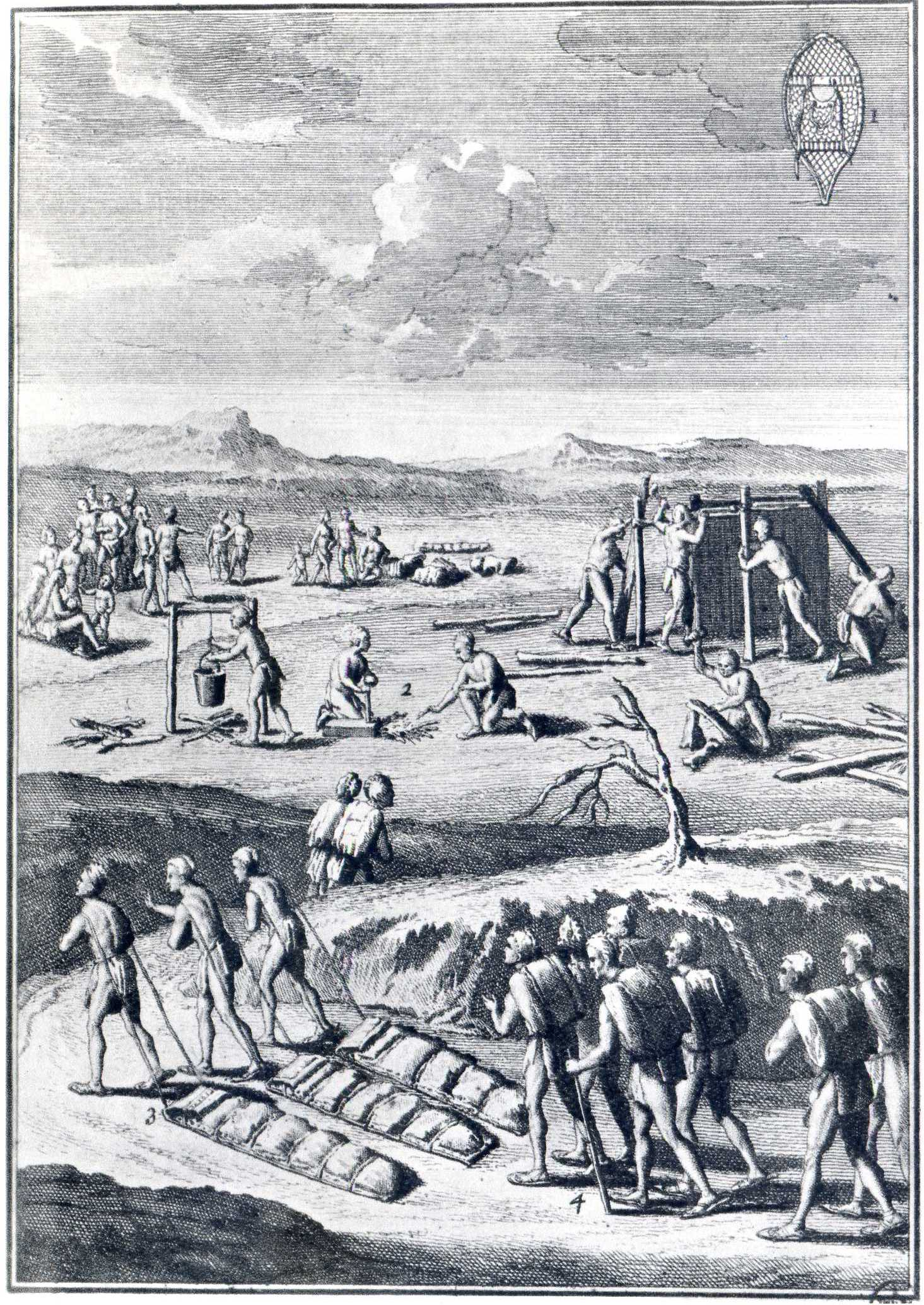
Déplacement en raquettes des Amérindiens en Nouvelle-France (XVIIIe siècle) par Joseph-François Lafitau.

Les Amérindiens du Nord ont développé plusieurs modèles de raquettes, avant la colonisation européenne des Amériques. Chaque tribu des peuples indigènes américains a conçu sa propre forme de raquette, la plus simple et la plus primitive étant celle de l'Arctique. Les Inuits, que les ethnographes soupçonnent d'avoir appris cet art du déplacement sur le tard auprès d'autres populations autochtones sur le continent, avaient mis au point deux modèles, un triangulaire d'environ 45 cm de longueur, l'autre presque circulaire, les deux mettant l'accent sur le besoin d'une grande portance en neige profonde, sans cohésion et poudreuse. Cependant, contrairement à une idée largement répandue, ils n'utilisaient pas beaucoup leurs raquettes car ils réalisaient l'essentiel de leurs trajets à pied en hiver sur la mer gelée et sur la toundra où la neige ne s'accumule pas.
Vers le Sud, la raquette devient progressivement plus étroite et plus longue, la plus grande étant la raquette de chasse des Cris, d'environ 1,5 mètre et relevée vers l'avant. Même les modèles plus petits, développés principalement par les Iroquois, étaient plus étroits et courts, mettant l'accent sur la manœuvrabilité dans la forêt où l'épaisseur de neige plus humide et superficielle[pas clair] en hiver, rendait l'enfoncement moins important.
Les Indiens d'Amérique portaient des raquettes durant leurs chasses hivernales aux bisons, avant que les chevaux ne soient introduits. Plus mobiles que leurs proies, ils pouvaient tuer facilement un animal imposant imprudemment aventuré ou piégé dans une épaisse congère de neige. Malgré leur grande diversité de formes, les raquettes étaient l'un des rares objets culturels communs à toutes les tribus d’Indiens vivant dans des espaces aux hivers enneigés.

### Ethnographie de la raquette amérindienne ou sibérienne

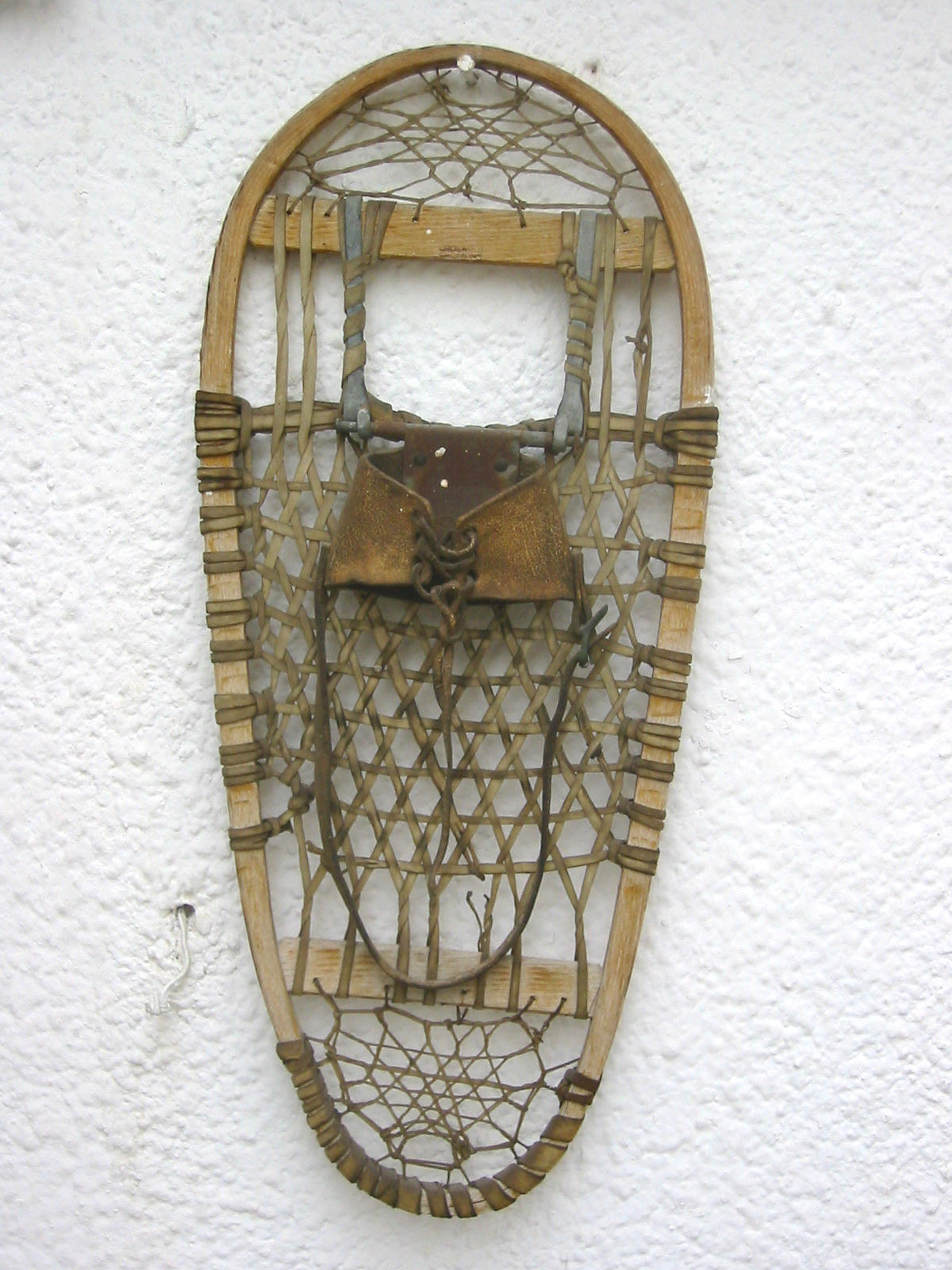
Raquette traditionnelle patte d'ours en bois et cuir.

Bien avant l'arrivée de populations d'origine européenne, les formes de la raquette ont été dictées par l'usage, la qualité de la neige, la taille du marcheur et surtout la longueur de ses jambes, des caractéristiques de sa locomotion, de sa masse corporelle et de la masse portée.
Quatre types fondamentaux de raquettes peuvent être retenus :
- la queue de castor, utilisée sur les pistes et espaces découverts ;
- la queue d'hirondelle, relevée à l'avant et effilée pour permettre de se déplacer rapidement sur terrain plat ;
- le bout rond pour les pays montagneux et vallonnés ;
- la patte d'ours, ronde et plate, pour les terrains boisés et accidentés.

Leur fabrication, qui témoigne de l'ingéniosité de ces hommes, fait appel à des ressources locales ou exportées très variables, le bois de mélèze ou de bouleau se retrouve fréquemment dans l'armature ainsi que les lanières de cuir en peau de caribou, voire de phoque, d'ours, et récemment de cheval.

### Utilisation par les Européens francophones et anglophones

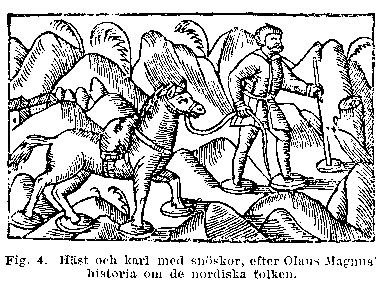
Gravure fantaisiste d'un voyageur suédois avec cheval supposé du XIVe siècle.

Les raquettes à neige ont été lentement adoptées par les Européens dans les actuels Canada et États-Unis avec les coureurs des bois. Le nom provient de l'analogie avec la raquette du jeu de paume, alors fort prisé par l'aristocratie. Dès 1537, le même mot commence à désigner une grande semelle à claire-voie servant à marcher sur la neige molle, preuve que les Français devinrent dès leur premier hivernage d'excellents raquetteurs au contact des populations des bords du fleuve Saint-Laurent. Les compétences avérées des Canadiens en termes de conception de raquettes à neige ont presque fait basculer en leur faveur la guerre de Sept Ans qui les opposait aux Britanniques, un conflit surnommé la bataille en raquettes.

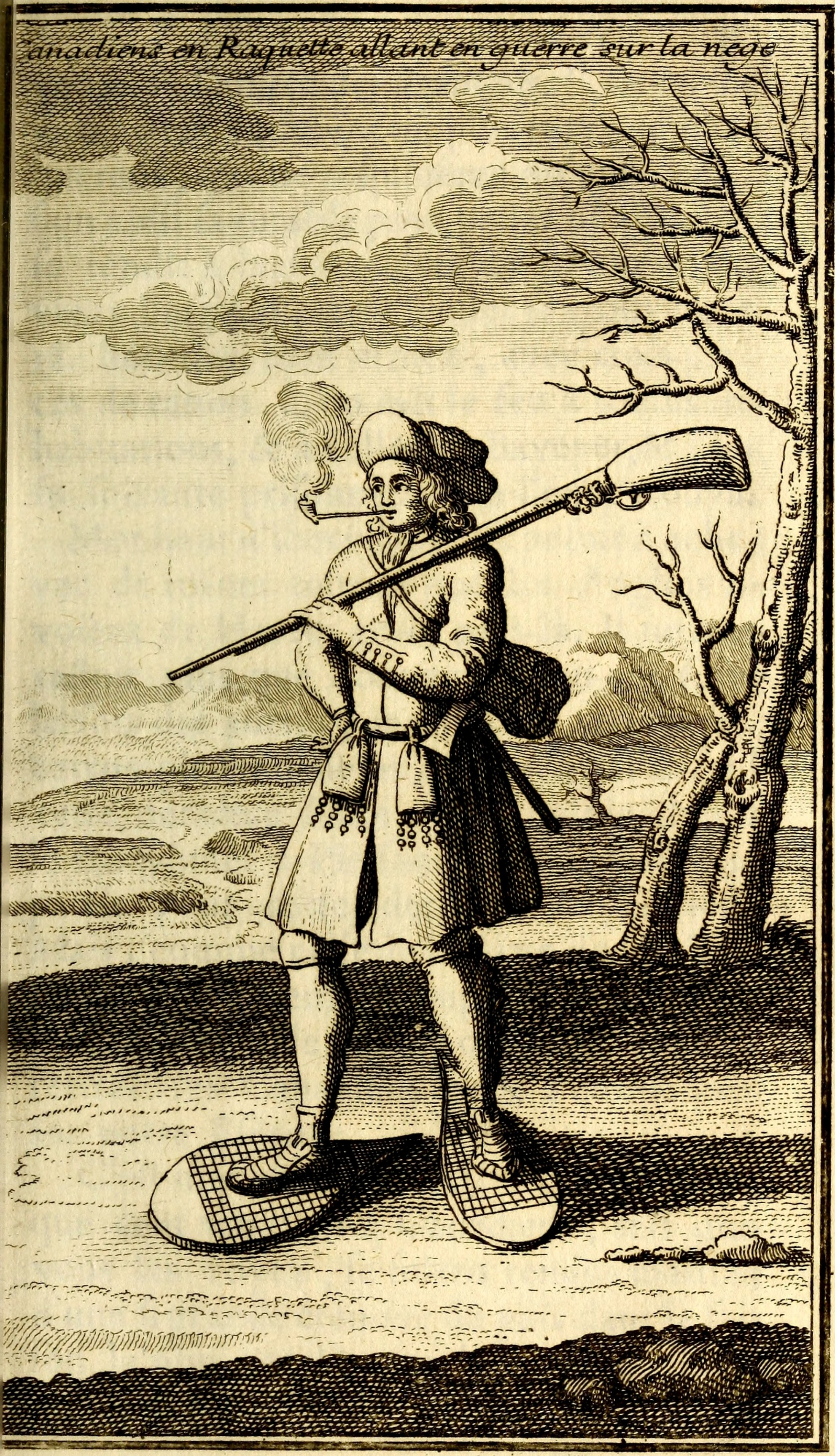
Canadiens en raquette allant en guerre sur la neige (1722).

Les Britanniques ont rapidement appris à se débrouiller en raquettes. L’Oxford English Dictionary rapporte que le mot a été utilisé en anglais dès 1674. Seize ans plus tard, après un assaut franco-indien sur une colonie britannique vers ce qui est maintenant Schenectady dans l’État de New York, les Britanniques ont pris leurs raquettes et poursuivi les attaquants sur près de 90 km, récupérant finalement à la fois les personnes et les biens pris par leurs adversaires.
Les raquettes en forme de larme utilisées par les bûcherons font environ 1 mètre de long et sont larges, alors que les raquettes des traqueurs font 1,5 mètre de long et sont très étroites. Cette forme caractéristique de la raquette à neige ressemble à une raquette de tennis, le même mot étant utilisé en français.
Cette forme a été copiée par les clubs canadiens de raquettes à neige à la fin du XVIIIe siècle. Originellement motivés par la nécessité d'un entraînement militaire, ils devinrent les premiers utilisateurs de raquettes pour les loisirs.
Les clubs de raquettes à neige, tel le club de raquettes à neige de Montréal (1840), ont raccourci la forme de larme à environ 110 cm de long et 45 cm de large, ont légèrement relevé le devant et l'ont dotée d'une sorte de queue à l'arrière. Elle a été rendue plus légère pour la course et plus résistante pour la randonnée ou la chasse. La queue de la raquette est conçue pour la maintenir dans l'axe lors de la marche.

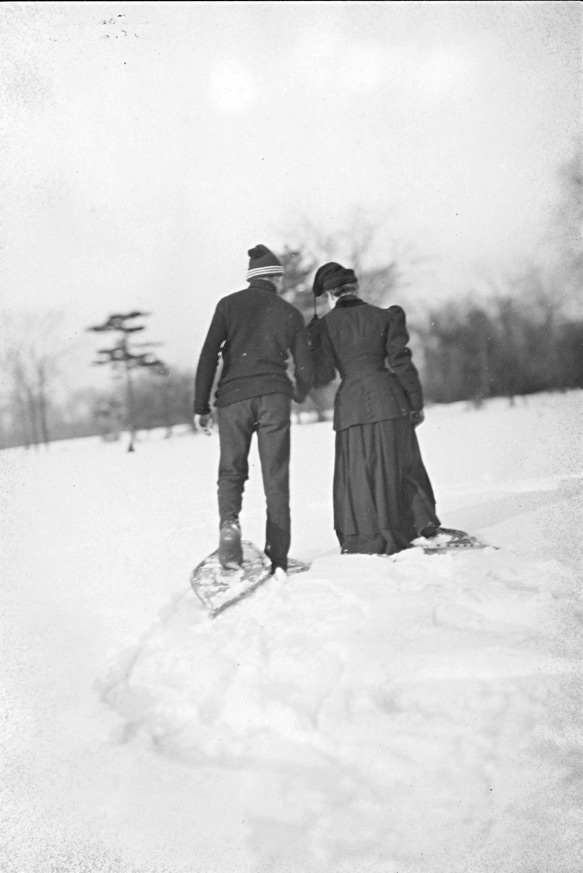
Un couple en raquettes à neige à Toronto en 1907

Une autre variante, en patte d'ours, finit en un talon incurvé au lieu de la queue. Alors que les premiers adeptes trouvèrent son apprentissage plus difficile, puisqu'elles étaient plus fines au milieu et plutôt encombrantes, les utilisateurs successifs les trouvèrent plus faciles à ranger et plus manœuvrables dans les passages étroits.
Les raquettes traditionnelles sont constituées d'une seule bande d'un bois résistant, généralement du frêne d'Amérique, incurvée, liée à ses deux extrémités et renforcée en son milieu par un croisillon. L'espace au milieu du cadre est alors rempli d'un maillage resserré de bandes de cuir de caribou ou de bovin, laissant une petite ouverture au-dessus du croisillon pour l'avant des mocassins. Elles étaient tenues au mocassin par des lanières de cuir, parfois par des boucles. De telles raquettes sont toujours produites et vendues par les peuples autochtones.

## Raquettes modernes

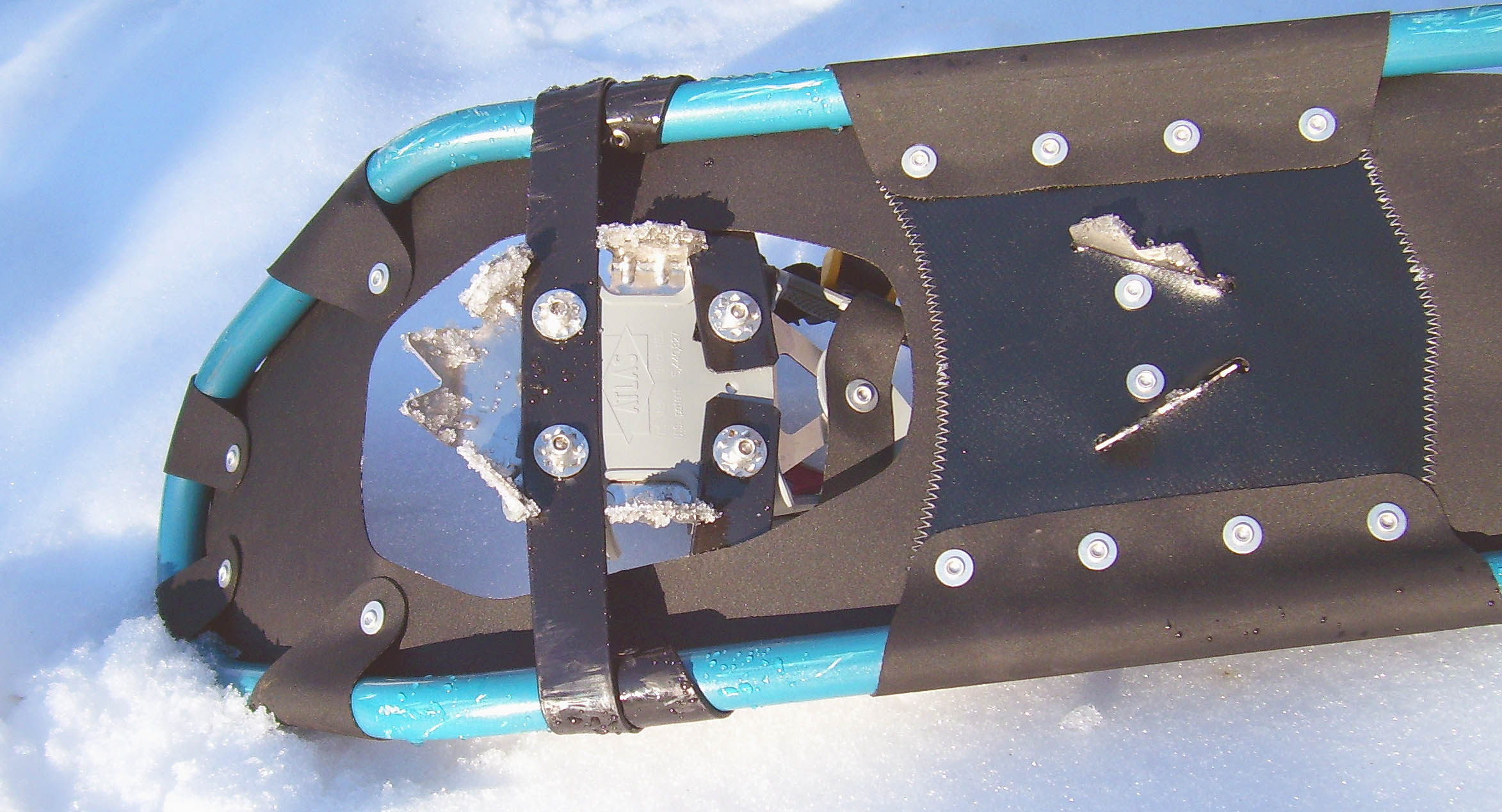
Dessous d'une raquette moderne avec une fixation articulée, et des pointes de métal pour l'adhérence dans les montées raides.

En dehors des populations indigènes, très peu de raquettes traditionnelles sont encore utilisées, bien que certains les recherchent pour leur valeur artisanale. On les voit le plus souvent comme décoration, fixées à des murs dans des chalets.
Alors que l'usage récréatif des raquettes à neige a commencé avec les clubs de raquettes au Québec, qui organisèrent des manifestations où les courses et randonnées étaient combinées à des repas raffinés, la fabrication de raquettes de loisir a seulement commencé au XIXe siècle, quand le tourisme a commencé à se développer.
À la fin du XXe siècle, les raquettes connurent une métamorphose radicale qui a commencé à la fin des années 1950 avec la compagnie Tubbs, basée dans le Vermont qui créa la raquette Green Mountain Bearpaw, qui combinait une longueur réduite avec une largeur encore plus étroite. Elle devint rapidement le modèle de raquette le plus utilisé à cette époque.

### La raquette «de l'Ouest»
En 1972, expérimentant de nouveaux designs dans la chaîne des Cascades (État de Washington), Gene et Bill Prater ont créé la raquette à neige telle que nous la connaissons aujourd'hui. Ils commencèrent à utiliser des tubes en aluminium et remplacèrent les lacets par des attaches en néoprène et nylon. Pour les rendre plus faciles à utiliser dans des terrains à forte déclivité, les Prater ont développé une fixation particulière et ajouté des pointes de métal sous la raquette.
La compagnie Sherpa Snowshoe a commencé à produire ces raquettes de l'Ouest et elles furent très populaires. Les fabricants de l'Est affichaient leur scepticisme convaincus de leur inutilité dans l’Est, jusqu'à ce que les Prater démontrent leur efficacité au mont Washington (État du New Hampshire). Tous les utilisateurs optèrent alors pour les Sherpas.

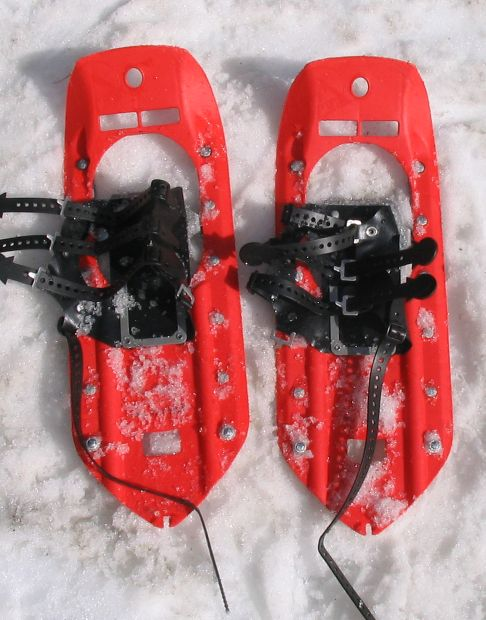
Raquettes MSR en plastique rigide.

Elles utilisent un cadre en aluminium ou acier inoxydable et exploitent les avancées techniques du plastique et du moulage par injection pour réaliser une raquette plus légère et robuste. Elles demandent peu d'entretien et intègrent généralement des crampons.
Certaines raquettes, comme celles fabriquées par Mountain Safety Research (MSR), n'utilisent pas de métal et se présentent avec un extenseur détachable de la queue de raquette. Les modèles les plus récents sont équipés de cales de montée amovibles.
L'usage d'un tamis solide au lieu du treillis standard de sangles a  ébranlé la croyance bien ancrée chez les amateurs selon laquelle le treillis était nécessaire pour empêcher la neige de s'accumuler sous la raquette. En pratique cependant,  car il semblait qu'un peu de neige passait à travers les ouvertures des deux types de raquettes.
Les fixations en néoprène et nylon affichent aussi une résistance accrue à l'eau, ne se distendent pas sous l'effet de l'eau ni ne nécessitent un traitement annuel de protection, des caractéristiques immédiatement appréciées. Elles ont été par la suite remplacées par des matériaux encore plus légers tels que le polypropylène.
Les conceptions novatrices par leur forme ronde, carrée, plate ou relevée aux extrémités et surtout par leur couleur ont aidé le loisir de la raquette à connaître une renaissance alors que les amateurs de neige s'orientaient plutôt vers le ski. Aux États-Unis, le nombre de raquettistes a triplé durant les années 1990.

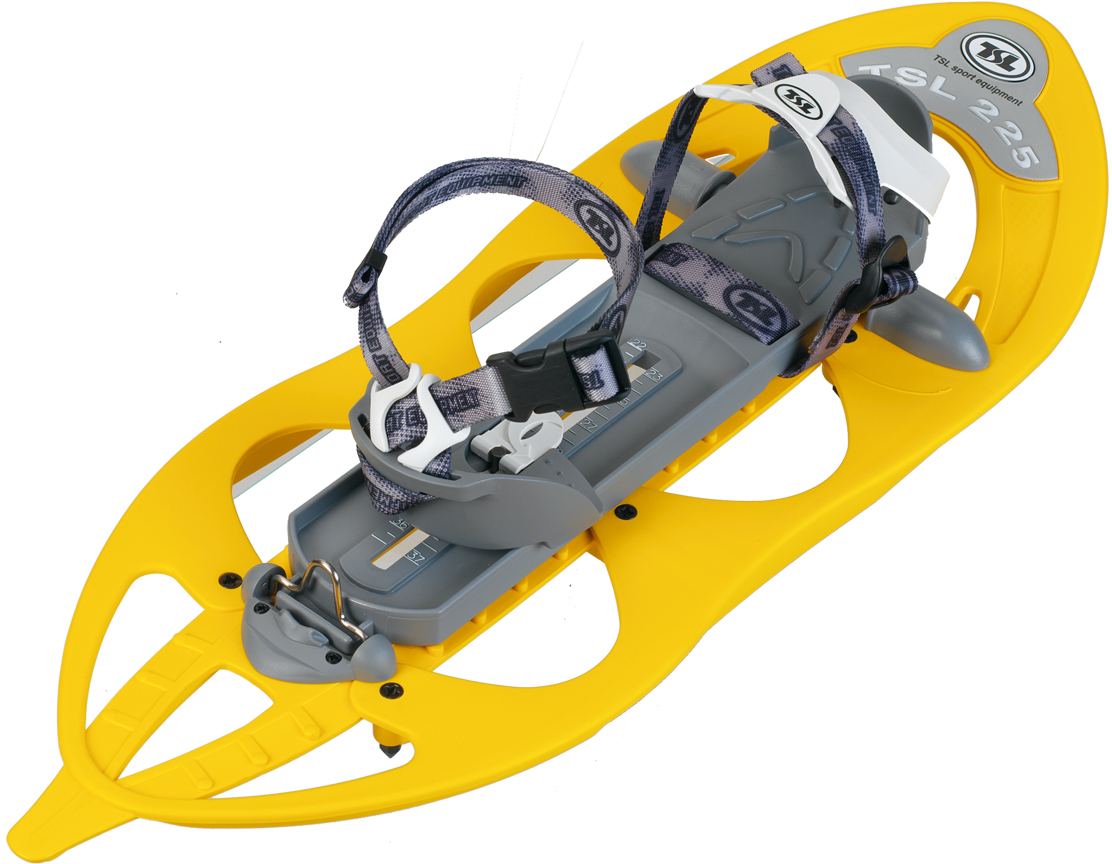
Raquette à neige modèle TSL 225.

En France, l'essor de masse de la raquette s'est produit à partir de la fin des années 1990, phénomène spectaculaire au point d'inquiéter les autorités des risques pris par des amateurs enthousiastes peu sensibilisés aux dangers de la montagne hivernale. La raquette constitue désormais la deuxième activité hivernale de loisirs sportifs après les activités de glisse. L'activité a commencé à se développer à la fin des années 1980 grâce à l'apparition de la raquette plastique Folly's, très polyvalente. La 225 est ensuite devenue le modèle le plus répandu, fabriqué depuis 1995 en Haute-Savoie par la société Tsl outdoor et réalisé en plastique, en forme de taille de guêpe, avec une fixation articulée laissant l'arrière du pied libre, comme en ski de fond. Elle est équipée de pointes de métal sous la raquette permettant une accroche sur neige gelée bien plus efficace que les premières raquettes Folly's. Depuis, sont apparus de nouveaux modèles et marques, adaptés pour certains à des utilisations plus spécifiques.
Les stations de sports d'hiver disposant encore d'espaces libres ont commencé à concevoir des parcours de randonnée en raquettes et certains secteurs, très fréquentés, le sont tout autant pendant les mois d'hiver que durant les week-ends d'été.
Les principaux équipementiers sportifs sont Arctic Trekker, Atlas, Baldas, BigFoot, Dion, Faber, MSR, Quechua, Tsl Outdoor ou encore Tubbs.

## Choix des raquettes
Alors que de nombreux pratiquants de sports d'hiver redécouvrent la discipline de la raquette à neige, beaucoup de nouveaux modèles de raquettes font leur apparition. Les stations de ski et les magasins d'équipement de sport proposent aussi des raquettes à la location,  ce qui permet aux amateurs de pouvoir comparer les nombreux modèles.
De nos jours, les raquettes sont divisées en trois types : 
- course,  petites et légères, non destinées à la randonnée ;
- loisir, un peu plus large, pour des marches modérées de 5 à 8 km) ;
- alpinisme, les plus larges, pour les pentes raides, les longs parcours et le hors sentier. Les tailles sont souvent données en pouces, même si les raquettes sont loin d'être rectangulaires. Les raquettes d'alpinisme mesurent généralement au moins 30 pouces (76 cm) de long et 10 pouces (25 cm) de large ; une paire plus légère pour la course peut être légèrement plus étroite et mesurer 25 pouces (64 cm), ou moins, en longueur. Certaines raquettes peuvent être complétées par des rallonges, utiles surtout aux gros gabarits pour la neige profonde.

Quelle que soit la configuration, toutes les raquettes en bois sont qualifiées de traditionnelles, les autres de modernes.
Indépendamment de l'usage souhaité, les raquettes plus larges s'adressent en priorité aux gros gabarits. Pour chaque kilogramme de masse corporelle, il doit correspondre environ 14,5 cm2 de surface de raquette pour garantir la portance de l'utilisateur. Le poids du matériel transporté doit également être pris en compte, en particulier  sur les longs parcours ou sur plusieurs jours.
De nombreux fabricants indiquent maintenant le poids idéal requis pour un type de raquette.

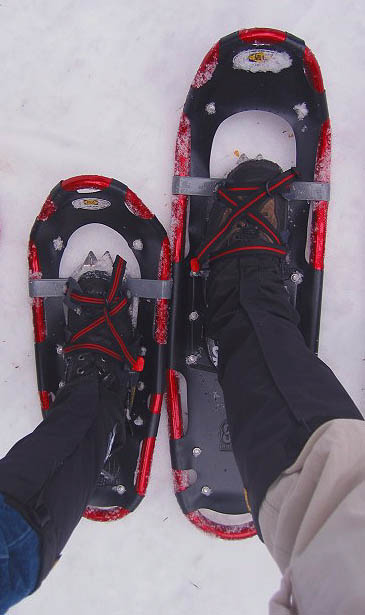
Attaches correctement ajustées sur deux raquettes de différentes tailles. Noter aussi l'utilisation de guêtres.

TSL a lancé depuis 2010 une nouvelle variante avec une position supplémentaire spéciale descente qui permet à la chaussure de descendre en dessous de la raquette[réf. nécessaire]. Cette position, rarement utilisée car elle supprime le plaisir résiduel[pas clair] de la glisse qui reste aux raquettes normales, est en revanche très utile dans les passages délicats et très raides de neige gelée pour se sortir d'un mauvais pas, et peuvent remplacer les crampons d'alpinisme, car les griffes de la fixation passant nettement en dessous de la raquette permettent de se tirer de situations difficiles, avec une excellente accroche talon.

### Fixations
Quand les raquettes traditionnelles étaient encore en service, il était d'usage d'acheter les fixations séparément, un peu comme pour les skis. Elles étaient communément appelées fixations en « H », puisqu'elles consistaient en une sangle autour du talon croisant une sangle autour des orteils et une autre autour du cou-de-pied.

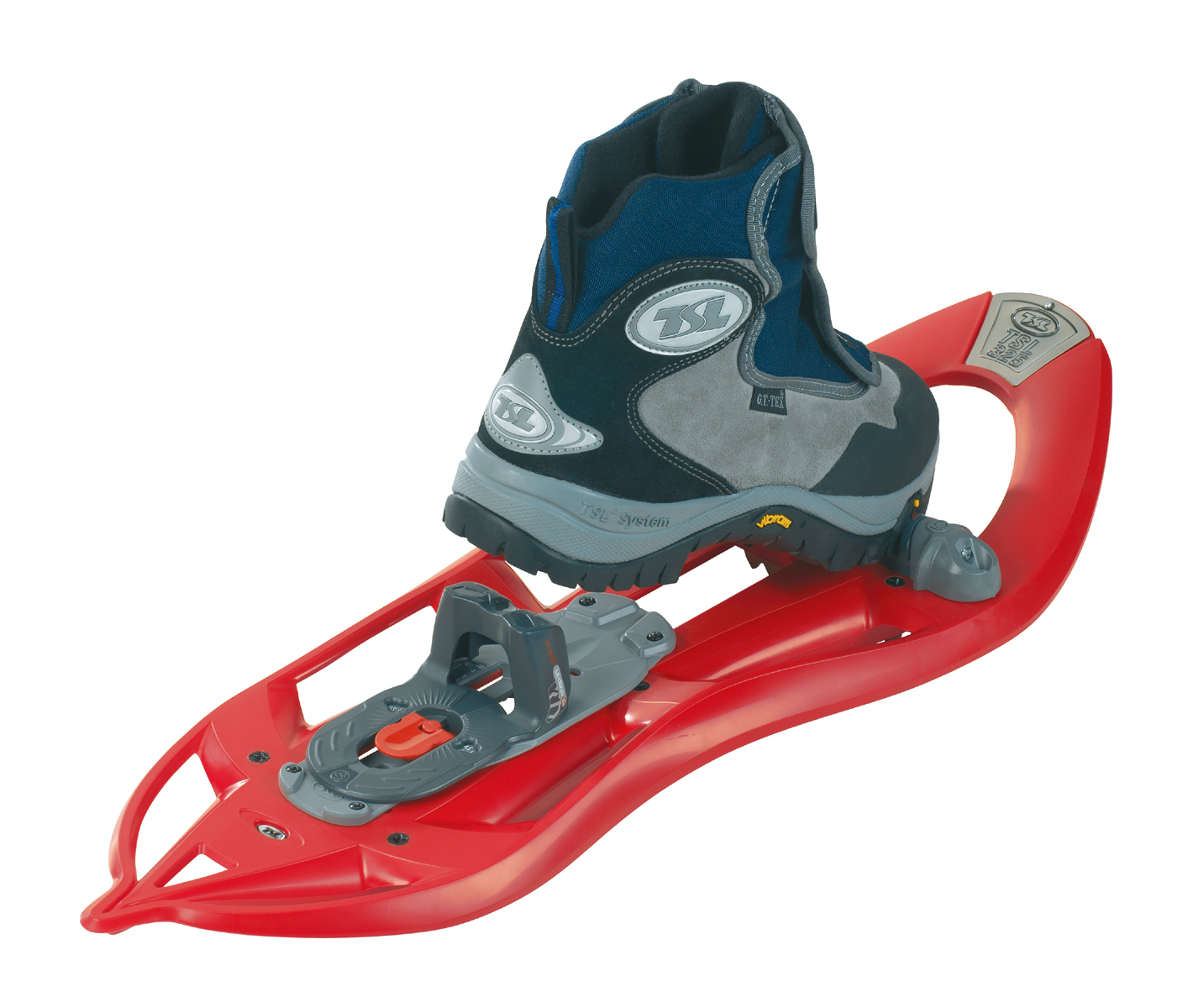
Nouveau système de fixation step in.

Sur les raquettes modernes, il y a deux types de fixation permettant aux orteils de passer ou non sous le tamis. Le premier cas s'adresse aux pentes raides puisqu'il permet de tailler des marches ; le second est destiné à la course car il empêche la queue de la raquette de traîner et le talon est toujours laissé libre.
Une série de sangles, généralement trois, sont utilisées pour maintenir le pied sur la raquette. Certains types de fixation comprennent une cuvette pour les orteils. Il est important de pouvoir manipuler ces attaches facilement car les défaire s'effectue en extérieur, par temps froid et avec les mains nues, avec des risques de gelure.
Les extrémités des attaches sont toujours placées en dehors de la direction de la marche, pour éviter de marcher dessus.
Folly's aussi bien que TSL ont proposé dès le départ des options de fixations qui permettaient de chausser des chaussures cramponables, mais comportaient néanmoins des lanières. En 1997, Bill Prater et un de ses associés ont développé une fixation rapide, conçue pour faciliter l'utilisation de chaussures à coque plastique ou certaines chaussures permettant de passer facilement des raquettes aux crampons et inversement.

### Accessoires

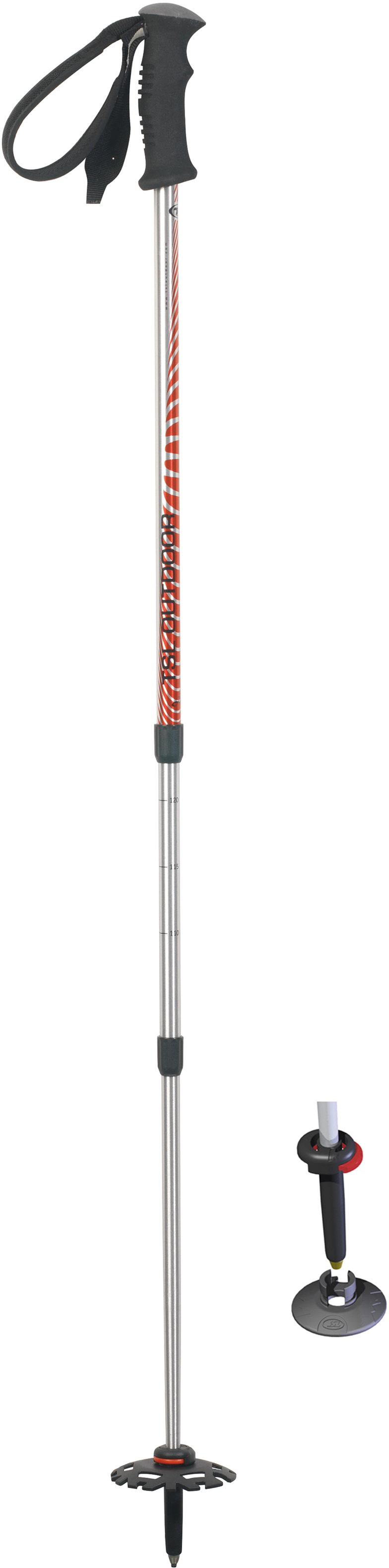
Bâton de randonnée avec rondelles interchangeables.

Les raquettistes utilisent souvent des bâtons de randonnée comme accessoire destiné à les aider à s'équilibrer sur la neige mais ils ne sont pas indispensables. Certains fabricants ont commencé à fabriquer des bâtons dédiés à la raquette, avec des rondelles plus larges, comme ceux qui équipent les bâtons de ski. Certaines marques proposent aussi des bâtons munis de rondelles interchangeables permettant d'adapter la rondelle au type d'utilisation.
Toute chaussure peut être portée avec des raquettes[réf. nécessaire], même si les chaussures de randonnée sont privilégiées des pratiquants pour les loisirs (les coureurs préfèrent des chaussures de course) et elles sont imperméables.
Les chaussures de ski ne sont pas compatibles avec les raquettes et les skieurs de randonnée doivent porter une autre paire de chaussures pour les portions de trajet à effectuer en raquettes[réf. nécessaire].
Dans la neige profonde, les raquettistes portent souvent des guêtres pour empêcher la neige de rentrer dans leurs chaussures par le haut.
Une housse de transport pour les raquettes est aussi conseillée, surtout si le trajet ne s'effectue pas intégralement en raquettes. Certains fabricants de sacs à dos conçoivent des sacs spéciaux avec des « daisy chains », des bandes de boucles en sangle sur lesquelles les chaussures peuvent être attachées. Les fabricants de raquettes ont commencé également à inclure des housses afin d'empêcher les pointes du dessous de détériorer le sac à dos.

## Compétitions

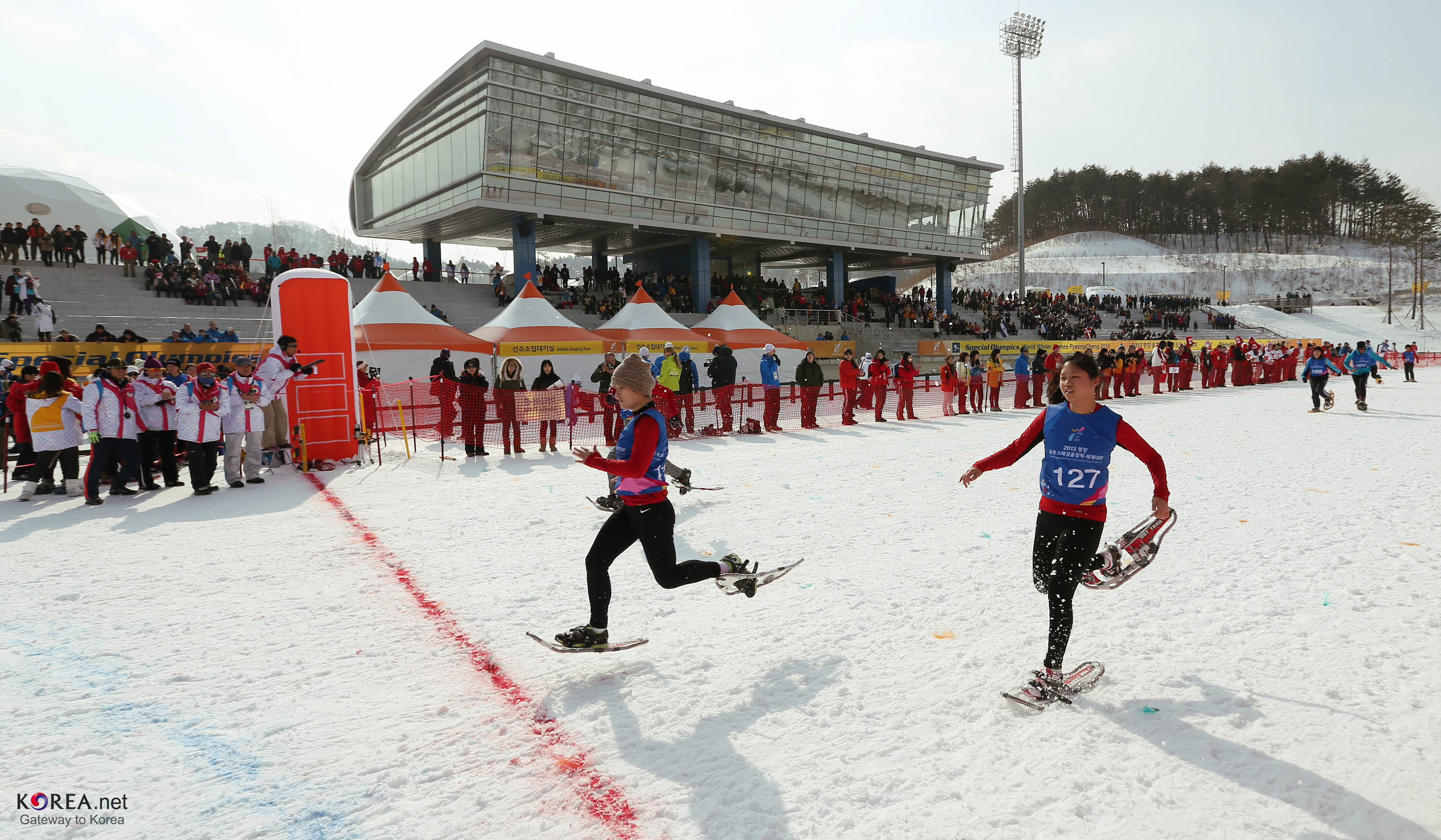
Compétition de raquette à neige en Corée du Sud

Les Championnats du monde de raquette à neige ont lieu depuis 2006.
Les compétitions sont surtout populaires au Canada et aux États-Unis où ont lieu notamment des Championnats nord-américains de raquette à neige ainsi que des championnats nationaux (Canadian Snowshoe Championships, US National Snowshoe Championships).
Les distances lors des compétitions de raquette à neige sont similaires à celles des courses à pied sur route (5 kilomètres, 10 kilomètres, semi-marathon et marathon). Elles sont disputées la plupart du temps sans bâtons de randonnée.

## Taxation
Le 6 décembre 2005, l'Assemblée nationale en France entérine l'instauration d'une redevance sur la pratique des sports non motorisés. Les randonnées en raquettes sont concernées.
Les arguments en faveur de cette redevance sont : 
- la mise en œuvre d'aménagements spécifiques tels que les balisages ou les structures d'accueil ;
- leur maintenance régulière.

Les arguments qui s'opposent à cette redevance sont :
- l'asphyxie de la pratique comme pour le ski de fond ;
- le coût dérisoire du balisage des sentiers ;
- la généralisation possible aux randonnées sur sentier ;
- l'aspect antinomique de la pratique de la raquette avec des pistes damées sur lesquelles elles sont inutiles.

## Poésie de la raquette
« Saint des matins gelés sans soleil ni chaleur.

Vous, les batteurs de neige, blancs et saints raquetteurs... »

— Félix-Antoine Savard (1895-1982), chantre du monde traditionnel québécois.